# Piramide umana

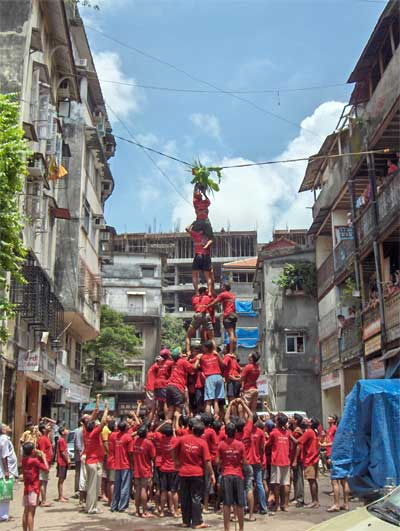
Una piramide umana al festival indù di Krishna Janmaashtami

Una piramide umana è una coreografia utilizzata dagli artisti circensi (alcune volte compiendo altre acrobazie, una volta formata la figura), o meno perfettamente in modo amatoriale (spesso per il semplice divertimento di sbagliare e cadere), nella quale i partecipanti formano una piramide di persone sovrapposte una sopra l'altra, ognuno tenendo sulle spalle o sulla schiena altri, appoggiandosi su due partecipanti al livello sottostante.

## Curiosità
- A Venezia, al momento la tradizione si è interrotta, ma un tempo i Castellani (abitanti dei sestieri di Dorsoduro, San Marco e Castello) affrontavano i Nicolotti (abitanti degli altri sestieri) con piramidi umane alte fino a 8 piani o livelli di uomini. In cima al castello saliva un bambino, che veniva chiamato Cimierieto. Tali piramidi, a seconda della morfologia del castello, si chiamano "Forze d'Ercole", "Il Colosso di Rodi", "La Cassa di Maometto", "La Bella Venezia", "L'Unione", "La Verginella" "La Gloria" e "La Fama".
- I Castellers catalani formano piramidi umane alte fino a dieci livelli di uomini.
- Durante il festival indù Krishna Janmaashtami, i giovani formano altissime piramidi umane per raggiungere dei recipienti colmi di burro sospese tra le case molto in alto come parte del rito Dahi-Handi.
- Piramidi umane sono spesso formate per raggiungere lo scoiattolo durante il Cheung Chau Bun Festival, in Cina.
- La sigla di apertura della serie tv statunitense La famiglia Bradford (Eight Is Enough), presenta i protagonisti mentre formano una piramide umana.